# Piper delineatum
Piper delineatum är en pepparväxtart som beskrevs av William Trelease. Piper delineatum ingår i släktet Piper och familjen pepparväxter. Inga underarter finns listade i Catalogue of Life.